# Piri
El piri es un instrumento musical coreano usado en la música tradicional de este país, tanto en la popular como en la música de la corte. Es un instrumento de viento de la familia del oboe con doble lengüeta, técnicamente se clasifica como aerófono. Está fabricado con bambú.  Su caña larga y el taladro cilíndrico hacen que su sonido sea más suave que otros tipos de oboe. La longitud habitual es 26 cm, aunque puede llegar hasta los 45 cm.

## Tipos
Hay tres tipos de piri:
1. Hyang piri (hangul: 향피리; hanja: 鄕觱篥). Es el tipo principal y el empleado mayoritariamente en las interpretaciones de música tradicional.
2. Se piri (hangul: 세피리; hanja: 細觱篥)
3. Dang piri (hangul: 당피리; hanja: 唐觱篥).

## Instrumentos equivalentes
- El equivalente del piri en China es el guan, también conocido como bili y fabricado con bambú.
- En Japón el hichiriki.

## Música contemporánea
Algunos compositores de música contemporánea han utilizado el piri en sus obras, entre ellos Isang Yun.